# Andócides de Atenas
Andócides (Atenas, ca. 440 a.C. — ?, 390 a.C.) foi um orador ateniense da Grécia Antiga. Ele foi um dos dez oradores áticos incluídos no Canon Alexandrino compilado por Aristófanes de Bizâncio e Aristarco da Samotrácia no terceiro século antes de Cristo.

## Lista de discursos existentes
1. Sobre os mistérios (Περὶ τῶν μυστηρίων "De Mysteriis"). Defesa de Andócides contra a acusação de impiedade ao assistir os Mistérios de Elêusis
2. Em seu retorno (Περὶ τῆς ἑαυτοῦ καθόδου "De Reditu"). Apelo de Andócides para seu retorno e remoção de suas limitações civis.
3. Sobre a paz com Esparta (Περὶ τῆς πρὸς Λακεδαιμονίους εἰρήνης "De Pace"). Um argumento sobre a paz com Esparta
4. Against Alcibiades (Κατὰ Ἀλκιβιάδου "Contra Alcibiadem").